# 3739 Рем
3739 Рем (3739 Rem) — астероїд головного поясу, відкритий 8 вересня 1977 року.
Тіссеранів параметр щодо Юпітера — 3,634.